# Mycalesis margarites
Mycalesis margarites är en fjärilsart som beskrevs av William Chapman Hewitson 1874. Mycalesis margarites ingår i släktet Mycalesis och familjen praktfjärilar. Inga underarter finns listade i Catalogue of Life.